# ヨエルビ・ケサダ
ヨエルビ・ルイス・ケサダ・フェルナンデス（Yoelbi Luis Quesada Fernández、1973年8月4日 - ）は、キューバの陸上競技選手。三段跳の選手として1990年代から2000年代にかけて活躍。1996年アトランタオリンピックの銅メダリストである。サンクティ・スピリトゥス州トリニダー出身。

## 経歴
ケサダは、1990年の世界ジュニア選手権で銀メダルを獲得。翌年の東京で開催された世界選手権にも出場を果たし16m94で7位となる。1992年には、バルセロナオリンピックに出場。三段跳の決勝はケサダの19歳の誕生日の前日に行われ、17m18で6位入賞を果たした。ケサダは、オリンピックの翌月、2年前銀メダルに終わった世界ジュニア選手権に出場し金メダルを獲得した。
1993年にはドイツのシュトゥットガルトの世界選手権に出場したが、12位と惨敗。2年後の1995年にはスウェーデンのヨーテボリで開催された世界選手権に出場。イギリスのジョナサン・エドワーズが18m29の世界新記録を出す中、ケサダも17m59とすばらしい跳躍を見せたが、4位となりメダル獲得はならなかった。
ケサダは、1996年アトランタオリンピックに出場。4回目に17m44の跳躍を行い、アメリカのケニー・ハリソン、エドワーズに次いで銅メダルを獲得した。さらに、翌年のアテネで行われた世界選手権では、自己ベストとなる17m85で、エドワーズを押さえ、世界選手権で初めての金メダルを獲得した。
ケサダは、2000年に3大会連続のオリンピックとなるシドニーオリンピックに出場を果たす。ケサダは、最後の跳躍で17m37を跳び3位に浮上。メダル圏内に入ってきたが、同じキューバのヨエル・ガルシアが、最終跳躍で17m47を跳び逆転。ケサダは4位に転落し、惜しくもメダルを逃した。
ケサダは、シドニーオリンピック後も競技を続け、2003年の世界室内選手権では銅メダルを獲得するが、同年夏のパリで開催された世界選手権では9位。そして、4大会連続オリンピックとなった2004年アテネオリンピックでは16m96で8位に終わっている。

## 自己ベスト
- 走幅跳 - 7m88 (1994年)
- 三段跳 - 17m85 (1997年)

## 主な実績
| 年   | 大会                     | 場所                             | 種目   | 結果 | 記録  |
| ---- | ------------------------ | -------------------------------- | ------ | ---- | ----- |
| 1990 | 世界ジュニア陸上選手権   | プロヴディフ(ブルガリア)         | 三段跳 | 2位  | 16m62 |
| 1991 | パンアメリカンゲームズ   | ハバナ(キューバ)                 | 三段跳 | 1位  | 17m06 |
| 1991 | 世界陸上選手権           | 東京(日本)                       | 三段跳 | 7位  | 16m94 |
| 1992 | オリンピック             | バルセロナ(スペイン)             | 三段跳 | 6位  | 17m18 |
| 1992 | 世界ジュニア陸上選手権   | ソウル(韓国)                     | 三段跳 | 1位  | 17m04 |
| 1993 | 世界陸上選手権           | シュトゥットガルト(ドイツ)       | 三段跳 | 12位 | 16m77 |
| 1994 | IAAFワールドカップ       | ロンドン(イギリス)               | 三段跳 | 1位  | 17m61 |
| 1995 | 世界室内陸上選手権       | バルセロナ(スペイン)             | 三段跳 | 2位  | 17m62 |
| 1995 | パンアメリカンゲームズ   | マル・デル・プラタ(アルゼンチン) | 三段跳 | 1位  | 17m67 |
| 1995 | 世界陸上選手権           | ヨーテボリ(スウェーデン)         | 三段跳 | 4位  | 17m59 |
| 1996 | オリンピック             | アトランタ(アメリカ合衆国)       | 三段跳 | 3位  | 17m44 |
| 1996 | IAAFグランプリファイナル | ミラノ(イタリア)                 | 三段跳 | 2位  | 17m39 |
| 1997 | 世界陸上選手権           | アテネ(ギリシャ)                 | 三段跳 | 1位  | 17m85 |
| 1997 | ユニバーシアード         | シチリア(イタリア)               | 三段跳 | 1位  | 17m35 |
| 1998 | IAAFワールドカップ       | ヨハネスブルグ(南アフリカ共和国) | 三段跳 | 3位  | 17m25 |
| 1999 | ユニバーシアード         | パルマ(スペイン)                 | 三段跳 | 1位  | 17m40 |
| 1999 | パンアメリカンゲームズ   | ウィニペグ(カナダ)               | 三段跳 | 1位  | 17m19 |
| 1999 | 世界陸上選手権           | セビリヤ(スペイン)               | 三段跳 | 10位 | 16m88 |
| 2000 | オリンピック             | シドニー(オーストラリア)         | 三段跳 | 4位  | 17m37 |
| 2003 | 世界室内陸上選手権       | バーミンガム(イギリス)           | 三段跳 | 3位  | 17m27 |
| 2003 | パンアメリカンゲームズ   | サントドミンゴ(ドミニカ共和国)   | 三段跳 | 3位  | 16m78 |
| 2003 | 世界陸上選手権           | パリ(フランス)                   | 三段跳 | 9位  | 16m84 |
| 2004 | オリンピック             | アテネ(ギリシャ)                 | 三段跳 | 8位  | 16m96 |